# Hanna Hall
Hanna Rose Hall (n. Denver, Colorado; 9 de julio de 1984) es una actriz estadounidense. Es más conocida por su papel en Forrest Gump, Las vírgenes suicidas y el remake de Halloween.

## Vida personal
Hanna Hall estudió en la Colorado Rocky Mountain School en Carbondale, Colorado, donde se graduó en 2002. En 2005 se graduó en la Vancouver Film School.

## Filmografía

### Cine
| Año  | Título                         | Rol                |
| ---- | ------------------------------ | ------------------ |
| 1994 | Forrest Gump                   | Joven Jenny Curran |
| 1995 | Goldilocks and the Three Bears | Goldi              |
| 1996 | Homecoming                     | Maybeth Tillerman  |
| 1996 | Her Desperate Choice           | Samantha           |
| 1999 | Las vírgenes suicidas          | Cecilia Lisbon     |
| 2001 | Amy & Isabelle                 | Amy Goodrow        |
| 2004 | Jail Bait (c)                  | Bess               |
| 2005 | Edward Cole                    | Crystal            |
| 2006 | Bright Lights (c)              | Samantha           |
| 2006 | White Picket Fence             | Sarah Durley       |
| 2006 | Standoff                       | Rose Anders        |
| 2007 | Halloween                      | Judith Myers       |
| 2007 | Neal Cassady                   | Sophie Bloom       |
| 2007 | The Truth About Faces          | Jules Whifield     |
| 2008 | Text                           | Sarah              |
| 2009 | American Cowslip               | Georgia            |
| 2010 | Radio Free Albemuth            | Vivian Kaplan      |
| 2010 | A Numbers Game                 | Carly              |
| 2010 | Happiness Runs                 | Becky              |
| 2011 | Scalene                        | Paige Alexander    |
| 2012 | Visible Scars                  | Becky Comfort      |
| 2015 | Logic of Being                 | Teri Harper        |